# Tagespost Stiftung für katholische Publizistik
Die Tagespost Stiftung für katholische Publizistik ist eine vom emeritierten Papst Benedikt XVI. ins Leben gerufene Treuhandstiftung, die katholische Medienarbeit durch kurzfristige Projektfinanzierungen und strategische Investitionen fördern soll. Sie wurde im Herbst 2019 begründet, am 10. Oktober 2019 mit Bescheid des Finanzamtes Bonn als gemeinnützig anerkannt und wird in der Öffentlichkeit von Norbert Neuhaus und Bernhard Müller als Vorstandsmitglieder vertreten.

## Zielsetzung und Aufgaben
Laut eigenen Angaben möchte die Stiftung primär katholische Journalisten unterstützen und ausbilden, um „der katholischen Stimme Gehör“ zu verschaffen. Dazu setzt sie drei spezielle Schwerpunkte:
- Der Glaube als Maßstab
- Reichweitenstarke Medien
- Wirtschaftliche Unabhängigkeit

Diese drei Prinzipien erwuchsen aus einem Brief, den Papst em. Benedikt 2020 an die Stiftung sendete:

„Der Wahrhaftigkeit verpflichtet, besteht die Berufung des Journalisten darin, Informationen so aufzubereiten, dass Menschen urteilsfähig werden. Katholische Journalisten beantworten dabei drängende Fragen und messen Ereignisse aus Kirche und Gesellschaft, in Politik, Kultur und Wirtschaft an dem, was immer gilt: an dem Fundament unseres Glaubens. [...] Es ist ein besonderer Auftrag an katholische Journalisten, alte und neue mediale Möglichkeiten weltumspannend für das Reich Gottes einzusetzen, damit viele Menschen die Möglichkeit erhalten, ihr Herz für Gott zu öffnen.“

Zudem will die Stiftung besonders auf junge Journalisten abzielen und zu den Diskussionen um bioethische Fragen mit einer christlich-anthropologischen Sicht beitragen.

## Finanzierung
Auf der Website der rechtskatholischen „Die Tagespost“ werden regelmäßig Spendenaufrufe für die Stiftung veröffentlicht.
Im Jahr 2020 wollte die Organisation 450.000 Euro sammeln, um Medien- und Bildungsprojekte zu unterstützen.

## Webseiten
Neben ihrer eigenen Website betreibt die Tagespost Stiftung auch die Website benedictusxvi.org im Gedenken an den verstorbenen Papst der Katholischen Kirche.